# Landenodon
Landenodon és un gènere extint de mamífers de la família dels arctociònids que visqueren a l'Europa occidental des del Paleocè superior fins a l'Eocè inferior, fa entre 48 i 59,2 milions d'anys. Se n'han trobat restes fòssils a Bèlgica, França i el Regne Unit.